# Without You (piosenka Badfinger)
Without You – piosenka walijskiej grupy rockowej Badfinger, która po raz pierwszy pojawiła się na albumie No Dice w 1970 roku. Utwór napisany został przez członków grupy, Pete’a Hama i Toma Evansa.
Kompozytorzy utworu popełnili lata później samobójstwo – Pete Ham w 1975, a Tom Evans w 1983 roku. Dzieło należy dziś do najbardziej znanych klasyków muzyki rockowej. Kompozycja doczekała się wielu aranżacji; jedną z nich w 1971 roku nagrał Amerykanin, Harry Nilsson.

## Wersja Harry’ego Nilssona
Harry Nilsson przypadkowo słysząc utwór nie mógł go zapomnieć, i po kilku dniach zaczął poszukiwania wykonawców, sądząc początkowo iż są to Beatlesi. Nie był jednak przekonany do wersji grupy Badfinger i postanowił wykonać własną wersję. Jego interpretacja pojawiła się w 1971 roku na albumie Nilsson Schmilsson i stała się w krótkim czasie największym przebojem artysty. Płyt sprzedano ponad milion w Stanach Zjednoczonych i Wielkiej Brytanii, zajmując w obu krajach pierwsze miejsca na listach przebojów. Za tę aranżację Nilsson otrzymał nagrodę Grammy.

## Wersja Mariah Carey
Cover w wykonaniu Mariah Carey wydany został na trzecim singlu, który promował jej album Music Box. Ta wersja jest tylko częściowo śpiewana przez wokalistkę, ale brzmi bardziej jak chórek gospel. „Without You” zamieszczono na niektórych nieamerykańskich wersjach albumu kompilacyjnego #1’s (1998).
Do utworu nakręcony został wideoklip w reżyserii Larry’ego Jordana. Nagranie koncertowe zostało wyemitowane w amerykańskiej stacji NBC w Dzień Dziękczynienia w 1993 roku, które znalazło się na albumie wideo Here Is Mariah Carey (1993).

### Lista utworów
Maxi singiel CD (Europa)
1. „Without You” – 3:34
2. „Never Forget You” – 3:45
3. „Dreamlover” (live) – 4:09

Singiel CD, part 1 (Wlk. Brytania)
1. „Without You” – 3:34
2. „Never Forget You” – 3:45
3. „Dreamlover” (live) – 4:09

Singiel CD, part 2 (Wlk. Brytania)
1. „Without You” –3:34
2. „Vision of Love” – 3:28
3. „I’ll Be There” – 4:28
4. „Love Takes Time” – 3:48

### Listy przebojów
Singiel z aranżacją Carey znalazł się na 3. miejscu amerykańskiej listy tygodnika „Billboard”, Hot 100, gdzie spędził 23 tygodnie (w tym 21 tygodni w pierwszej 40). Znalazł się też na 2. miejscu „Billboard” Hot 100 Airplay i na 3. miejscu Hot 100 Singles Sales. Airplay i sprzedaż były mocno promowane, więc singiel osiągnął status złotej płyty (RIAA). Na liście na koniec 1994 roku singiel zajął 16. miejsce.
W 1994 roku utwór „Without You” był jednym z największych przebojów poza Stanami Zjednoczonymi. Był to jeden z najlepiej sprzedających się singli Carey w kontynentalnej Europie. Stał się numerem 1 w Wielkiej Brytanii i do dzisiaj jest jedynym z dwóch singli wokalistki, który osiągnął tam najwyższe miejsce (drugi to nagrany z zespołem Westlife „Against All Odds (Take a Look at Me Now)”, 2000). Singiel zadebiutował tam na 1. miejscu i spędził na szczycie 4 tygodnie. Był to także jej pierwszy singiel, który osiągnął szczyt zestawienia we Włoszech. W Szwajcarii przez 10 tygodni utrzymał się na 1. miejscu, a w Holandii przez 12 tygodni był na szczycie listy. Singiel znalazł się także na pierwszym miejscu w Niemczech (4 tygodnie), w Austrii i Szwecji (8 tygodni), Irlandii (5 tygodni) i Nowej Zelandii (1 tydzień). W Kanadzie, Francji, Norwegii i Australii, singiel znalazł się w pierwszej 3. Zdobył on status platynowej płyty w Australii (ARIA), Niemczech i Austrii (IFPI). Status złotej płyty zdobył w Wielkiej Brytanii (BPI), Nowej Zelandii (RIANZ) i Francji (SNEP).
| Lista (1994)                 | Pozycja |
| ---------------------------- | ------- |
| ARIA Charts (AUS)            | 3       |
| Ö3 Austria Top 40 (AUT)      | 1       |
| Canadian Singles Chart (CAN) | 2       |
| Nederlandse Top 40 (NLD)     | 1       |
| SNEP (FRA)                   | 1       |
| GfK (DEU)                    | 1       |
| Top 100 Singles (IRL)        | 1       |
| Recorded Music NZ (NZL)      | 1       |
| VG-lista (NOR)               | 3       |
| Sverigetopplistan (SWE)      | 1       |
| Hitparade.ch (CHE)           | 1       |
| UK Singles Chart (GBR)       | 1       |
| Hot 100 (USA)                | 3       |

| Kraj (1994)       | Pozycja |
| ----------------- | ------- |
| Australia         | 16      |
| Austria           | 1       |
| Francja           | 8       |
| Niemcy            | 1       |
| Szwecja           | 4       |
| Szwajcaria        | 1       |
| Wielka Brytania   | 6       |
| Stany Zjednoczone | 16      |

## Certyfikaty
| Kraj            | Certyfikat | Sprzedaż | Źr.           |
| --------------- | ---------- | -------- | ------------- |
| Austria         | platyna    | 30 000   | [ 20 ] [ 21 ] |
| Francja         | złoto      | 250 000  | [ 22 ]        |
| Niemcy          | platyna    | 500 000  | [ 23 ] [ 24 ] |
| Holandia        | platyna    | 60 000   | [ 25 ] [ 20 ] |
| Szwajcaria      | złoto      | 25 000   | [ 26 ] [ 7 ]  |
| Wielka Brytania | złoto      | 400 000  | [ 27 ] [ 28 ] |
| USA             | złoto      | 600 000  | [ 29 ] [ 30 ] |